# Фестиваль в Роскилле

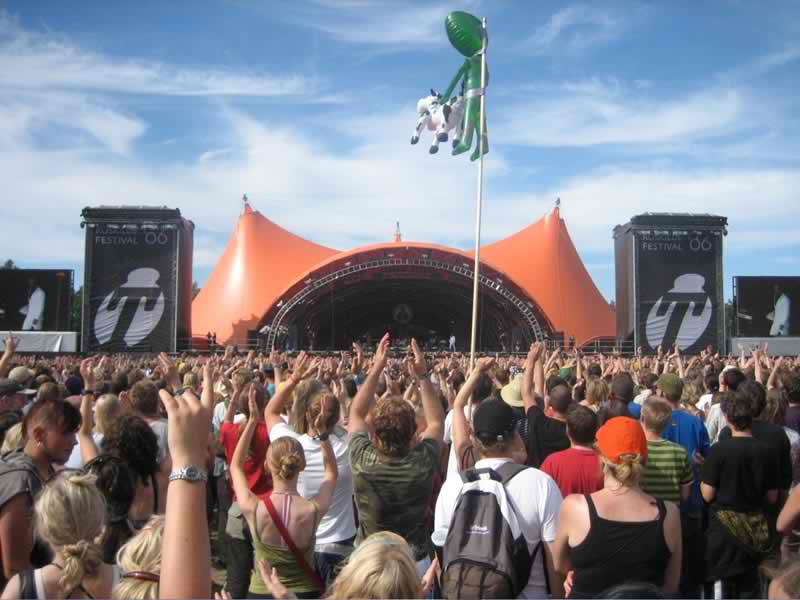
Фестиваль в 2006 году

Фестиваль в Роскилле — культурный и музыкальный фестиваль, ежегодно проходящий в Дании. Является одним из важнейших событий датской музыкальной культуры. Фестиваль Роскилле — самый масштабный в Северной Европе. В фестивале приняли участие многие звёзды мирового масштаба, в том числе Боб Марли (1978), U2 (1982), Metallica (1986), Nirvana (1992), Radiohead (1997) и многие другие. В 2011 году на фестиваль собралось 130000 человек.
Впервые фестиваль был проведён 28-29 августа 1971 года и назывался Sound Festival, его организовали двое студентов — Могенс Сандфёр и Йеспер Меллер. За два дня выступили 20 групп, на фестиваль в день собирались 10000 человек. На первом фестивале исполнялась разная музыка — джаз, фолк, рок и поп.
Подготовкой и проведением фестиваля занимается небольшая группа людей, что позволяет ему быть не слишком коммерческим, заниматься благотворительностью.
Площадка фестиваля занимает 80 га, гости размещаются в палаточном лагере.